# Dubai Creek Tower
Dubai Creek Tower (Arabisch: برج خور دبي) is een uitkijktoren in aanbouw in de stad Dubai, Verenigde Arabische Emiraten.
De bouwkosten van de toren werden vooraf geschat op 3,67 miljard AED (1 miljard Amerikaanse dollar). De verwachte opleveringsdatum was in 2021. Tijdens de coronapandemie werd de bouw tijdelijk stilgelegd. De toren stond in eerste instantie bekend als The Tower at Dubai Creek Harbour en is ontworpen door de Spaanse architect Santiago Calatrava.
Bij voltooiing zou het de hoogste toren in de wereld zijn geworden, zelfs ruim hoger dan de Burj Khalifa, die er ongeveer 6 kilometer vandaan staat. In februari 2024 werd echter bekendgemaakt dat de plannen waren gewijzigd en de toren minder hoog zou worden.